# John Downie (Apfel)
John Downie ist eine Sorte des Kulturapfels (Malus domestica). Der Baum mit kleinen Äpfeln wird als Wildapfel/Zierapfel angepflanzt und gehandelt. Die Früchte werden zu Marmelade verkocht und sind auch direkt vom Baum essbar und gilt einigen als "essbarster aller Holzäpfel".

## Beschreibung
Die Früchte sind für einen Zierapfel vergleichsweise groß, etwa pflaumengroß, und länglich-oval. Die Früchte von John Downie sind gelb oder rot – oft finden sich beide Farben am selben Baum. Ihre Färbung ist dabei ausgeprägt leuchtend. Die Früchte haben ein ausgeprägtes Aroma und sind direkt vom Baum aus essbar und gelten als essbarste aller Zieräpfel, die weniger sauer als viele Tafeläpfel sind.
Der Baum von John Downie wächst nur schwach und hat einen sehr aufrechten Wuchs. Seine zahlreichen Blüten sind weiß.

## Anbau
Der Baum hat große Erträge. Er wird aus dekorativen Gründen ebenso angepflanzt wie zur Marmeladengewinnung und ist außerdem geeignet um andere Sorten des Kulturapfels zu befruchten.

## Geschichte
John Downie wurde im 19. Jahrhundert von Dicksons Nurseries in Edinburgh gezüchtet. Aus der Gärtnerei, auf deren Gelände sich heute der Edinburgh Zoo befindet, ging auch der ebenfalls weltweit verbreitete Tafelapfel James Grieve hervor.